# 鄭維山
鄭 維山（てい いさん、1915年8月5日 - 2000年5月9日）は中華人民共和国の軍人。中将。

## 概要
1915年8月5日湖北省黄岡市麻城県（現麻城市）に生まれる。少年兵から軍歴を重ね中将。北京軍区司令員ど軍要職を歴任した。一級八一勲章、一級独立自由勲章、一級解放勲章を叙勲。文化大革命時代には林彪と関係があり、林彪が失脚すると8年間幽閉された。

## 来歴
- 1915年 湖北省に生まれる
- 1929年 少年先鋒隊に入隊
- 1930年 中国共産党に入党
- 1952年 第20兵団代司令員
- 1955年 北京軍区副司令員、のち代司令員を経て司令員
- 1955年 中将
- 1971年頃 文化大革命により幽閉、全役職の停止
- 1982年 蘭州軍区司令員
- 2000年5月9日 死去。享年84。